# Брайън Шоуи-Тейлър
Брайън Шауи-Тейлър (на английски: Brian Shawe-Taylor) е бивш британски автомобилен състезател, пилот от Формула 1. Роден на 28 януари 1915 г. в Дъблин, Ирландия.

## Формула 1
Брайън Шауи-Тейлър прави своя дебют във Формула 1 в Голямата награда на Великобритания през 1950 г. В световния шампионат записва 3 състезания като не успява да спечели точки, състезава се за отборите на Ферари и ЕРА и с частен Мазерати.